# Paul Lonyangata
Paul Kipchumba Lonyangata, né le 12 décembre 1992, est un athlète kényan spécialiste des courses de fond. Il a remporté deux fois successivement le Marathon de Paris en 2017 et 2018.

## Palmarès
| Date | Compétition                   | Lieu     | Résultat | Épreuve       |
| ---- | ----------------------------- | -------- | -------- | ------------- |
| 2010 | Championnats du monde juniors | Moncton  | 3e       | 10 000 mètres |
| 2013 | Marathon de Lisbonne          | Lisbonne | 1er      | Marathon      |
| 2014 | Marathon de Boston            | Boston   | 9e       | Marathon      |
| 2015 | Marathon de Shanghai          | Shanghai | 1er      | Marathon      |
| 2016 | Marathon de Boston            | Boston   | 5e       | Marathon      |
| 2017 | Marathon de Paris             | Paris    | 1er      | Marathon      |
| 2018 | Marathon de Paris             | Paris    | 1er      | Marathon      |

## Records
| Épreuve       | Performance    | Date              | Lieu         |
| ------------- | -------------- | ----------------- | ------------ |
| 3 000 m       | 7 min 39 s 72  | 12 juin 2011      | Strasbourg   |
| 5 000 m       | 13 min 8 s 01  | 22 juillet 2011   | Barcelone    |
| 10 000 m      | 27 min 21 s 62 | 16 septembre 2011 | Bruxelles    |
| 10 km         | 28 min 42 s    | 26 février 2012   | San Juan     |
| Semi-marathon | 59 min 49 s    | 25 août 2019      | Buenos Aires |
| Marathon      | 2 h 6 min 8 s  | 9 avril 2017      | Paris        |